# Welcome (Minnesota)
Welcome es una ciudad ubicada en el condado de Martin en el estado estadounidense de Minnesota. En el Censo de 2010 tenía una población de 686 habitantes y una densidad poblacional de 180,67 personas por km².

## Geografía
Welcome se encuentra ubicada en las coordenadas 43°39′50″N 94°36′58″O / 43.66389, -94.61611. Según la Oficina del Censo de los Estados Unidos, Welcome tiene una superficie total de 3.8 km², de la cual 3.8 km² corresponden a tierra firme y (0%) 0 km² es agua.

## Demografía
Según el censo de 2010, había 686 personas residiendo en Welcome. La densidad de población era de 180,67 hab./km². De los 686 habitantes, Welcome estaba compuesto por el 99.85% blancos, el 0.15% eran afroamericanos, el 0% eran amerindios, el 0% eran asiáticos, el 0% eran isleños del Pacífico, el 0% eran de otras razas y el 0% pertenecían a dos o más razas. Del total de la población el 2.92% eran hispanos o latinos de cualquier raza.